# Nursu
Nursu è un comune dell'Azerbaigian situato nel distretto di Şahbuz.